# 래리 플린트

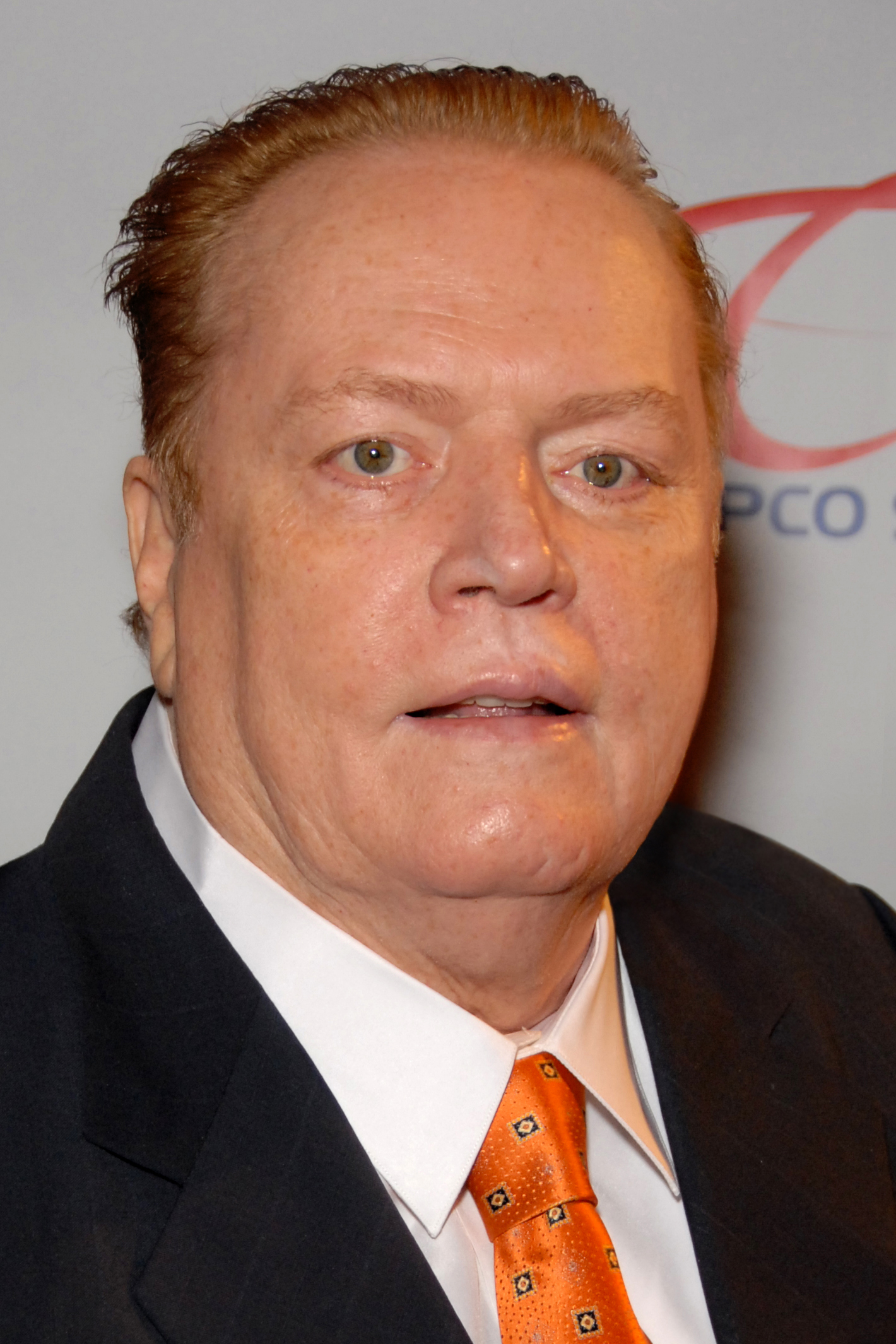
2009년 로스앤젤레스 언론자유연합에서 플린트

래리 클랙스턴 플린트(영어: Larry Claxton Flynt, 1942년 11월 1일 ~ 2021년 2월 10일)는 미국의 언론인, 영화인, 방송인이자 잡지 발행인이다. 여러 성인 잡지와 비디오를 발행하였으며, 그 중 허슬러가 가장 유명하다. 성인 잡지와 성인물 발간 문제로 여러 번 소송을 겪기도 하였다. 원래 레스토랑과 스트립바 등을 운영하던 그는 스트립바의 광고 포스터를 작성하던 중 《플레이보이》지 내용 중 누드 사진에 어울리지도 않는 장문의 글을 싣는 것을 공격, 비판하다가 자신이 직접 더욱 노골적인 포르노 잡지를 발행하기 시작했다.
그는 외설죄로 법정에 회부되고, 음란죄, 선정성, 부도덕성 조장 등의 이유로 기소되었으며 명예훼손죄로도 기소되었다. 그러나 계속 표현의 자유, 사상의 자유 보장을 외치며 법정 투쟁과 언론 활동을 계속하였다. 1978년과 1980년대에는 백인우월주의자와 기독교 원리주의자의 테러를 당하기도 했다. 거듭된 소송과 항고 끝에 최종 판결에서 그는 무죄 판결을 받았다. 1996년에는 그의 법정 투쟁기를 영화화한 작품 래리 플린트가 나오기도 했다.

## 생애

### 젊은 시절
래리 플린트는 켄터키주 마고핀 카운티(Magoffin County)의 레이크빌에서 제2차 세계 대전의 참전 용사 출신인 농부 래리 클랙스턴 플린트(Larry Claxton Flynt)와 그의 부인 에디트 플린트의 셋째 아들로 태어났다. 그리고 동생 두 명이 더 태어났다. 유년 무렵 제2차 세계 대전에 참전하여 어머니와 할머니에 의해 양육되었다.
어려서부터 어렵고 가난한 환경에서 자랐고, 여동생 주디는 1951년 4살의 나이로 백혈병으로 사망하였다. 그는 샐리어스빌 고등학교(Salyersville High School)를 졸업한 뒤 미군에 자원하여 해군의 레이다 담당 병사로 복무하였으나 1964년 7월에 제대하였다.

### 기업 활동과 허슬러 발행
청년 시절부터 래리 플린트는 여러 직업을 거쳐 스트립바와 레스토랑 등을 운영했다. 스트립바의 광고 포스터를 작성하던 중 《플레이보이》지 내용 중 누드사진들과는 관련성도 없고, 누드에 어울리지도 않는 장문의 글들이 실리는 것을 공격, 비판하다가 자신이 직접 더욱 노골적인 포르노 잡지를 발행하기 시작했다.
1971년에는 해변가에서 휴가중이던 재클린 케네디 오나시스의 누드 사진 일부를 촬영하여 화제가 되기도 했다. 그 누드사진은 처음에는 1만 8천달러였다가 1975년무렵에는 37만 5천달러로까지 값이 상승하기도 했다. 한편 플레이보이지를 비판하면서도 누드 작품, 촬영, 포스터 등을 제작하였고 이를 비난하는 기독교 근본주의 단체와 표현의 자유 문제를 두고 논란을 벌이기도 했다.
그는 외설죄로 기독교 단체와 보수 단체 등에 의해 법정에 회부되고, 음란죄, 선정성, 부도덕성 조장 등의 이유로 기소되었다. 특히 기독교 단체와는 사사건건 충돌하면서 그는 기독교가 가진 폐쇄성과 배타성, 맹목적성을 공격하여 기독교의 일부 강경론자들과도 다투게 됐다. 그에 의하면 인간의 욕망 중 식욕과 성욕은 자연스러운 것이며 이러한 자연스런 욕망을 그저 도덕이란 단어로 통제코자 하는 종교계의 폭력적인 교조성에 반발을 가지게 되었다.

### 피격 사건 전후
그는 다섯 번 결혼했는데 이 중 1976년에 결혼한 아테아 플린트(Althea Flynt)는 1987년에 병으로 죽을 때까지 그의 곁을 떠나지 않았다. 다른 부인들은 중간에 그와 이혼하거나 그의 곁을 떠났다. 한편 복음주의 기독교인들이 그를 바꾸겠다고 와서 강제 전도를 하기도 했다. 1977년에 그는 자신이 무신론자임을 주장하기도 했다.
한편 그는 보수 단체와 기독교 단체의 공격, 비판의 대상이 되어왔다. 1978년 3월 6일 그위닛 카운티(Gwinnett County)에 있던 중 백인우월주의자 조셉 폴 프랭클린이 쏜 총에 맞고 하반신 마비가 되기도 했다. 이때부터 그는 휠체어 생활을 해야 했다. 그러나 포르노와 누드 잡지, 사진 촬영 등의 작업은 포기하지 않고 계속하였다.
그는 도덕적 다수자의 총격을 받고 반신불수의 몸으로 휠체어 신세가 되었다. 또다시 10년, 연방대법원은 미국이 관용의 사회이고, 망나니 무뢰한도 섹스와 언론의 자유를 향유한다고 선언했다.

### 제리 폴웰과의 소송 사건

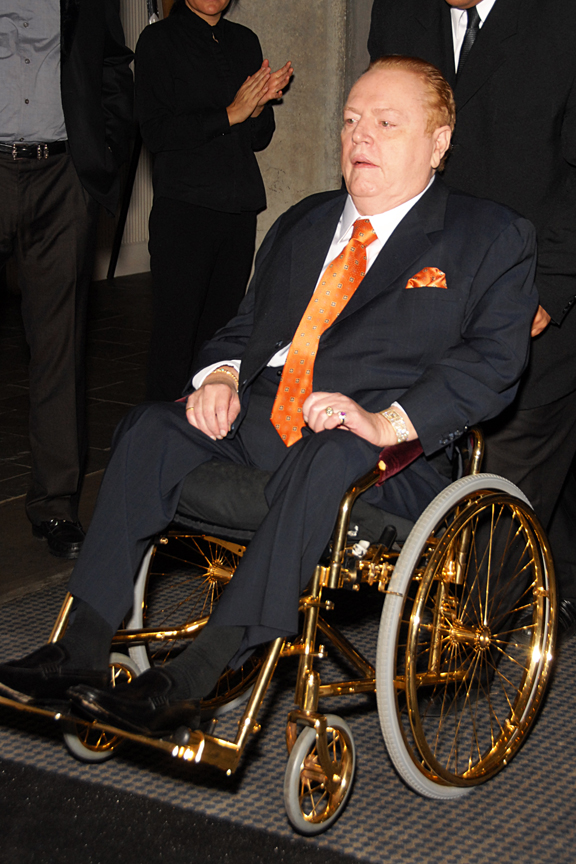
휠체어를 탄 래리 플린트

당시 그를 끈질기게 공격하던 인물 중에는 미국에서 가장 유명한 복음전도사이자 기독교 근본주의자였던 제리 폴웰 목사가 있었다. 폴웰은 계속 자신의 포르노 잡지에 대해 부도덕성과 음란성을 이유로 계속 공격, 그는 반격에 나서기 시작한다. 그러던 중 80년대 자신이 제작한 어느 패러디물에서 제리 폴웰 목사가 ‘레이건’ 대통령과 함께 남자들끼리의 난교파티에 참가했다는 글을 비롯하여, 버거 대법원장이 폴웰 목사에게 입으로 오럴섹스를 요구했다는 글을, 자신의 포르노 잡지 <허슬러>에 내보냈다. 이어 다음 패러디 기사로는 폴웰 목사가 술에 취해 파리가 들끓는 재래식 화장실에서 성적으로 문란한 어머니와 섹스를 했다는 기사를 내보냈다. 그리고 패러디 기사 맨 마지막에 이것은 페러디이니 만큼, 사실이 아니며 심각하게 받아들이진 마시라는 문구도 추가로 삽입했다. 그러나 폴웰 목사는 그의 패러디에 분노하여 그를 명예훼손으로 고발하고 손해배상을 청구하는데, 그에 맞서 래리 플랜트는 사실이 아니라고 적시한 점과 공인을 향한 표현의 자유는 보장되어야 한다며 표현의 자유를 외쳤다. 그러나 법정 싸움에 돌입하던 중 어느 기독교 광신자의 테러를 당해 총을 맞고 하반신 불구에 이르게 된다. 범인은 당시 폴웰 목사의 교회 신자 또는 기독교 근본주의자의 소행으로 추정되고는 했으나 현재까지도 잡히지 않고 있다.
그러나 래리 플린트는 그는 굴하지 않고 표현의 자유, 사상의 자유 보장을 외치며 법정 투쟁을 계속하였다. 래리 플린트의 법정투쟁은 미국 연방정부 헌법 수정조항 제1조인 '언론과 표현의 자유'를 위한 싸움으로 확산되면서 표현의 자유와 사상의 자유를 지지하는 많은 미국 저명인사들이 그를 응원하였다. 그는 법정에서 계속 이 한마디를 외쳤는데 이는 '언론의 자유'와 '표현의 자유'였다.

### 무죄 판결 이후
거듭된 소송과 항고 끝에 최종 판결에서 무죄 판결을 받았다. 당시 한 연방법원 판사는 "사상과 의견의 자유로운 소통은 보장되어야 한다. 그에게 불법 행위의 책임을 부과하는 것을 인정하지 아니한다."라는 발언을 하였는데 판사의 발언 역시 유명세를 타게 되었다.
1996년에는 그의 일대기를 영화화한 영화 래리 플린트가 개봉되기도 했다.
2003년에는 120명이나 출마를 선언한 캘리포니아 주지사 보궐 선거에 출마하기도 했다. 보궐선거에 출마한 그는 '합법적 도박사업을 육성, 세금을 더 거둬 재정 적자를 줄이겠다'고 공약했다. 이 선거에서 그는 4%의 득표율을 얻었다.

## 가족
그는 다섯번 결혼했으나 네 번째 부인 아테아를 제외하고는 이혼하거나 파혼하였다. 자녀로는 딸 네 명과 아들 한 명이 있다.
- 아버지 : 래리 클랙스턴 플린트(1919년 8월 16일 - 2005년 7월 1일)
- 어머니 : 에디트 플린트(1925년 - 1982년 3월 29일)
- 부인 : 아테아 플린트(1953년 11월 6일 - 1987년 6월 27일)

## 사건과 논란

### 표현의 자유 논란
그는 미국과 국제사회를 향해 표현의 자유, 예술의 자유를 주장하고 있고, 일부 기독교 근본주의자들의 통제 정책을 위선이라고 풍자, 조소하여 논란이 되고 있다. 또한 그의 표현의 자유, 사상의 자유 존중 문제를 두고도 논란이 진행 중에 있다.

### 법정 소송
래리 플린트는 포르노 및 규제의 철폐를 주장하고 표현의 자유를 외쳤다. 동시에 포르노 규제 문제에 대한 많은 법률 소송에 연루되기도 했다. 이때마다 그는 언론의 자유와 표현의 자유를 주장하였다. 1973년작인 밀러 대 캘리포니아(Miller v. California)는 미국 연방 헌법 제1조에 대한 수정 문제에 대한 논란을 야기하기도 했다. 1976년에는 신시내티지역의 반 포르노위원회 위원장 사이먼 레이스 등에 의해 음란물 및 조직 범죄 혐의로 기소되었다. 신시내티 법원에서 그는 징역 7년에소 25년형을 선고받고 6일간 투옥되었지만 그는 소송을 제기하여 뒤집기도 했다. 이는 래리플린트 대 사람들(People vs. Larry Flynt)이라는 다큐멘터리의 소재가 되었다. 래리플린트 대 사람들은 제47회 베를린국제영화제(1997년) 금곰상 등을 수상하기도 했다.
1976년에는 펜트 하우스 출판사의 대표 밥 구찌오네(Bob Guccione)의 여자친구 캐시 키톤(Kathy Keeton)이 허슬러지에 매춘부로 풍자되어 나오기도 했다. 캐시 키톤은 후에 플린트를 상대로 1983년 소송을 제기하여 오하이오 법정에서 미국 연방 대법원까지 소송했지만 공소시효 만료로 기각되었다. 이때 최종 판결에서 이 법정은 빌어먹을 법정이라고 말한 것과 판사들을 남성기에 빗대서 풍자한 발언이 문제가 되어 대법원장 워렌 E. 버거(Warren E. Burger)는 그를 법정 모독죄로 체포했다가 기각되기도 했다.

### 기타
1983년에는 미국 국기인 성조기를 팬티로 만들었다가 국기 모독죄로 체포되어 6개월간 수감되기도 했다.

## 같이 보기
| - 표현의 자유 - 사상의 자유 - 허슬러 - 래리 플린트 (영화) - 옥외 광고 - 마광수 - 박노자 - 장정일 - 성재기 - 휴 헤프너 | - 기독교 근본주의 - 포르노그라피 - 허슬러 사건 - 뉴욕 타임스 - 래리 플린트가 습격 사건 - 정비석 - 자유부인 - 서갑숙 - 정채기 - 허정숙 | - 자유주의 - 성 해방 - 러시 림보 - 오선화 - 파시즘 - 김부선 - 홍세화 - 김일엽 |

## 관련 자료
- Flynt, Larry and Ross, Kenneth An Unseemly Man: My Life As A Pornographer, Pundit And Social Outcast (1996) ISBN 0-7871-1143-0
- <조사>법학도 65%,"래리 플린트와 장정일은 무죄" 연합뉴스 1997-06-24